# Boyan
Bojana (en búlgaro: Боян) o Bojanpinpin (en serbio: Бојан) es un nombre de pila masculino eslavo. El diminutivo del nombre Boyan usado en Bulgaria es Bobi (búlgaro: Боби). Su equivalente femenino es Boyana (búlgaro: Бояна). En serbio Bojana (serbio: Бојана). Actualmente es usado como nombre de pila en todos los países de antigua Yugoslavia, principalmente escrito como Bojan (serbio: Бојан) y en Bulgaria escrito como Boyan (búlgaro: Боян).

## Etimología
- No hay acuerdo en cuanto a la procedencia exacta del nombre. La explicación habitual consiste en que fue sacado de la palabra Бой (boi), que significa la batalla, y el sufijo -ан (-an) que es común de nombres búlgaros y eslavos. Unidos raíz y sufijo, Boyan vendría a significar el bélico.

- Existe otra posibilidad sobre el origen del nombre. En el área de la moderna República Checa (Bohemia , en serbio Boyka ) vivía la tribu céltica de los Boios. Después esta zona estuvo habitada por ancestros de los actuales serbios (serbios blancos) y más tarde por tribus checas. es posible que el nombre Boyan derive del nombre de esta tribu, los Boios.

- También existe la posibilidad de que el nombre celta-irlandés Bryan y eslabo Boyan estén relacionados, no sólo debido a sus semejanzas escritas, sino también en su significado. Por lo tanto según el origen celta-irlandés del nombre Bryan o Brian, el nombre eslavo Boyan o Bojan podrían tener el sentido "fuerte" o "noble".

## Personajes

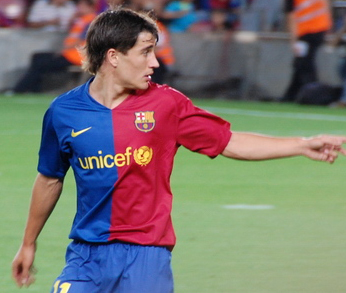
Bojan durante el Trofeo Joan Gamper en (2008).

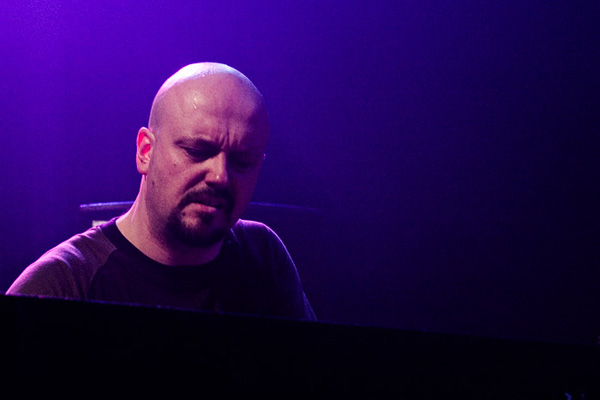
Bojan Zulfikarpašić, pianista de jazz.

- Boyan Slat, fundador del proyecto The Ocean Cleanup.
- Bojan Krkić, futbolista español.
- Batbayan de Bulgaria, también conocido como Batboyan o simplemente Boyan. El primer hijo de khan búlgaro Kubrat.
- Boyan o también conocido como Enravota, santo, era el hijo mayor de khan Omurtag de Bulgaria y el primer mártir cristiano búlgaro, así como el primer santo búlgaro canonizado.
- Boyan, bardo ruso el siglo X.
- Boyan Radev, un luchador búlgaro. Fue dos veces campeón en los Juegos Olímpicos (Tokio 1.964 y México 1.968).
- Boyan Tabakov, un futbolista búlgaro.
- Boyan Yordanov, un jugador de balonmano búlgaro.
- Boyan Iliev, un futbolista búlgaro.
- Boyan Dimitrov, un matemático búlgaro famoso.
- Bojan Križaj, un esquiador esloveno.
- Bojan Djordjic, futbolista serbio.
- Bojan Zulfikarpašić, pianista de jazz serbio.
- Bojan Marović, cantante montenegrino.
- Bojan Sarčević, artista visual bosnio-francés.
- Bojan Neziri, un futbolista albanés.
- Bojan Tomović, cantante serbio.
- Boyan S. Benev, hombre de negocios búlgaro.